# 不间断电源

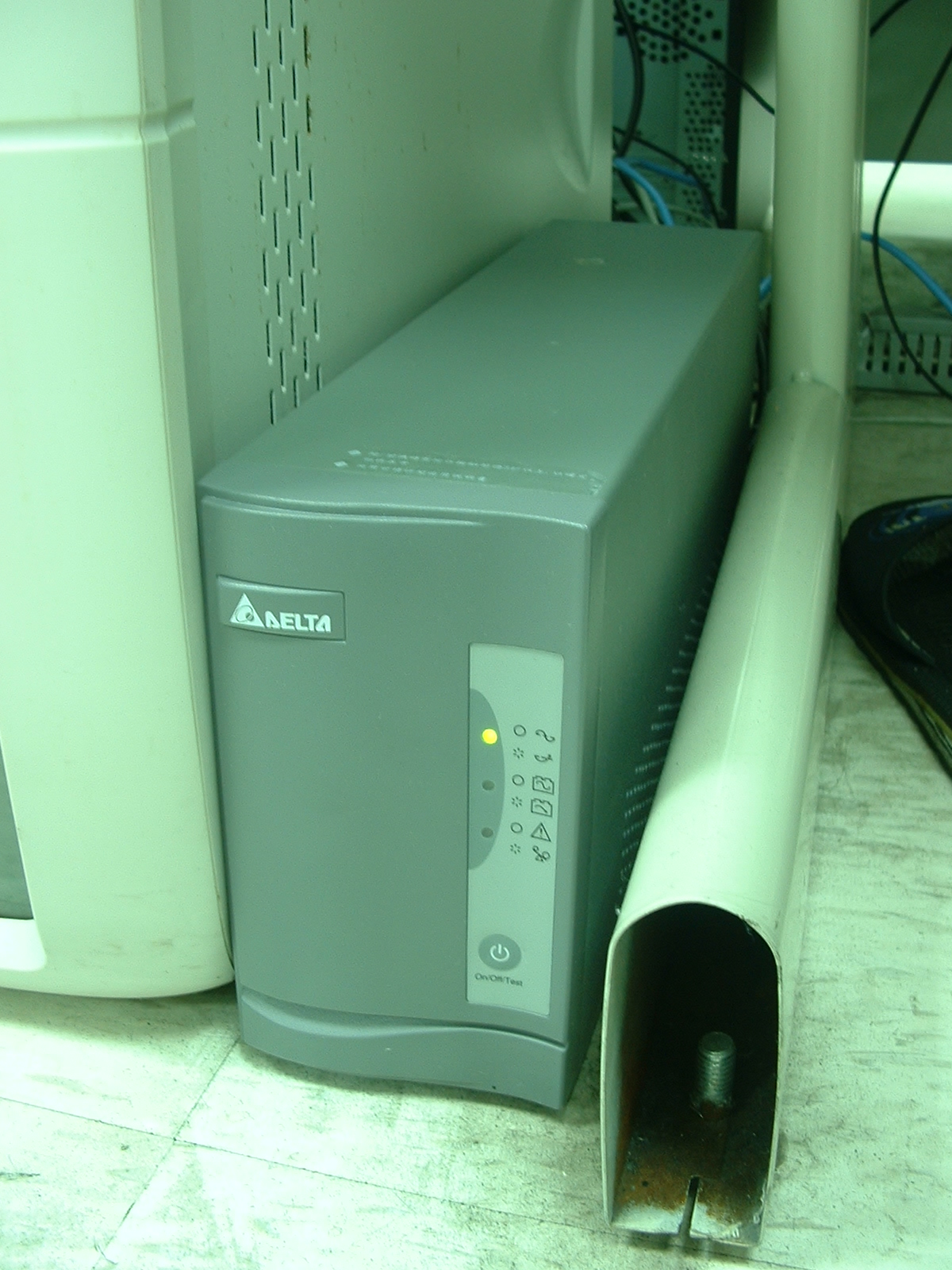
典型供PC使用的不斷電系統（深灰色物，台達電子製造）

不间断电源（或稱UPS，即 Uninterruptible Power Supply）是在电网异常（如停电、欠压、干扰或浪湧（湧浪電流））的情况下不间断的为电器负载设备提供后备交流电源，维持电器正常运作的设备。通常情况下不间断电源被用于维持计算机（尤其是服务器）或交换机等关键性商用设备或精密仪器的不间断运行，防止计算机数据丢失，电话通信网络中断或仪器失去控制。
在北美，數據中心所使用的大型UPS主要為三相480V，與市電三相208V不同。歐洲數據中心則採用與市電相同的三相400V。

## 电网异常
使用不间断电源是为了应对电网可能出现的以下情况：
1. 停电（电网停止工作，无电压输出）
2. 压降（亦称下陷，电网电压低于标称电压15%-20%，时间可能持续数秒）
3. 电涌（亦称浪涌、突波，电网电压瞬间高于标称电压10%以上，时间持续数秒）
4. 持续欠压
5. 持续过压
6. 线噪（因线路屏蔽差而引入的射频或电磁干扰）
7. 频率漂移（发电机不稳定造成的电网频率偏差）
8. 开关瞬态（亦称暫態，由电气设备开关或放电造成的电压偏差，有时可高达20000伏，但是持续时间极短，仅数纳秒）
9. 谐波（电网中由非线性特性的电气设备产生的对交流电正弦波形的干扰）

## 不间断电源的发展

### 飞轮式不间断电源
在使用电池的时代之前，不间断电源曾经使用飞轮和内燃机为负载提供电能供应，这种不间断电源被称为飞轮式或旋转式不间断电源。飞轮式不间断电源由整流器、直流电动机、飞轮、柴油机（或汽油机）及发电机等组成。在电网供电的情况下，由整流器提供的直流电驱动电动机带动飞轮旋转，并且带发电机为负载供电。由于飞轮的惯性作用，发电机转速可以保持均衡，此时不间断电源起过滤电网干扰的作用。当电网断电后，飞轮继续带动发电机的转子旋转，同时启动柴油机带动发电机发电，替代原有电网为负载供电。
由于飞轮式不间断电源使用内燃机提供电力，会产生较大的噪音同时体积也较大，因此目前一般仅被用于应急情况和一些自然状况恶劣的场合，通常情况下不间断电源会使用蓄电池来提供电力。

### 蓄电池式不间断电源
自二十世纪六十年代美国通用电气公司研究生产不间断电源以来，不间断电源一直在被改进，但是其基本原理没有重大变化。
现代的不间断电源由电池组、逆变器和控制电路组成，一端连接电网另一端连接电器负载。在电网电压正常的情况下，不间断电源利用电网电源为自身充电，在电网出现异常的时候，不间断电源将存储于电池中的电能释放，供负载使用。它按工作方式通常分为在线式和后备式（亦称为离线式）两种；按输出波形可分为正弦型、近似正弦型（用阶梯方波来拟合正弦波）等。

## 不间断电源的工作原理

### 后备式
后备式又称为离线式不断电系统（Off-Line UPS），它只是“备援”性质的UPS，市电直接供电给用电设备也为电池充电（Normal Mode），一旦市电供电品质不稳或停电了，市电的回路会自动切断，电池的直流电会被转换成交流电接手供电的任务（Battery Mode），直到市电恢复正常，“UPS只有在市电停电了才会介入供电”，不过从直流电转换的交流电是方波，只限于供电给电容型负载，如电脑和监视器。若Inverter(「逆變器」)為正弦波逆變器，則可供電給電感性負載，如:馬達、電風扇。

### 线上交错式
线上交错式又称为线上互动式或在线互动式（Line-Interactive UPS），基本运作方式和离线式一样，不同之处在于线上交错式虽不像在线式全程介入供电，但随时都在监视市电的供电状况，本身具备升压和减压补偿电路，在市电的供电状况不理想时，即时校正，减少不必要的“Battery Mode”切换，延长电池寿命。

### 在线式
在线式不断电系统（On-Line UPS）的运作模式为“市电和用电设备是隔离的，市电不会直接供电给用电设备”，而是到了UPS就被转换成直流电，再兵分两路，一路为电池充电，另一路则转回交流电，供电给用电设备，市电供电品质不稳或停电时，电池从充电转为供电，直到市电恢复正常才转回充电，“UPS在用电的整个过程是全程介入的”。其优点是输出的波型和市电一样是正弦波，而且纯净无杂讯，不受市电不稳定的影响，可供电给“电感型负载”，例如电风扇，只要在UPS输出功率足够的前题下，可以供电给任何使用市电的设备。

## UPS 和 BBU 的關聯

### UPS 的特色
傳統 UPS 主要採用鉛酸電池，價格較低，使用壽命約 3 至 6 年。
UPS 供電模式為交流電（AC）轉直流電（DC），對於電力轉換的能量損耗較大。
體積方面，UPS 一般需要專門的機房來安置，對空間的要求較高。

### BBU 的特色
BBU 改採鋰電池，價格較高，使用壽命則約有 10 年。
BBU 供電模式為直流電（DC）轉直流電（DC），在電力轉換時發生的耗損不大。
體積方面，BBU 體積縮小約一半，能夠直接放在機櫃中，而不用另闢空間專門放置。在特定型號的重量上甚至可以減少 40％ 或超過 30 公斤。
- UPS 的優勢：成本低、應用範圍廣，適合多場景和預算有限的用戶。
- BBU 的優勢：電池壽命長、效率高、體積小，但主要應用在伺服器和數據中心等特定場景。

## 外部鏈接
- Scott Siddens, , Plant Engineering, February 2007, （原始内容存档于2009-11-09）
- Cottuli, Carol,  (PDF), Schneider Electric, 2011  [April 7, 2012], White Paper 92 rev. 2, （原始内容 (PDF)存档于2016-08-04）
- Rasmussen, Neil,  (PDF), Schneider Electric, 2011  [April 7, 2012], White Paper 1 rev. 7, （原始内容 (PDF)存档于2016-03-03）
- VanDee, Dawn, , EC&M (Penton Business Media), March 1, 1999  [April 7, 2012], （原始内容存档于2020-11-30）
- . Eaton Corporation. 2012  [2014-01-08]. （原始内容存档于2020-07-07）.
- , （原始内容存档于2015-05-30）